# Grand Prix-wegrace van Frankrijk 1953
De Grand Prix-wegrace van Frankrijk 1953 was de vijfde Grand Prix van het wereldkampioenschap wegrace voor motorfietsen in het seizoen 1953. De races werden verreden op 2 augustus op het Circuit Rouen-les-Essarts ten zuiden van Rouen. In deze Grand Prix kwamen de 500cc-, 350cc en de zijspanklasse aan de start.

## 500cc-klasse
Gilera pakte flink uit in Frankrijk: Het bezette het hele 500cc-podium en voorzag ook vader en zoon Georges- en Pierre Monneret van haar viercilinders. Geoff Duke won zijn tweede GP, maar Reg Armstrong, die nog geen enkele race gewonnen had, behield de toppositie in de totaalstand. Alfredo Milani werd weliswaar derde, maar met ruim een minuut achterstand. Ray Amm, die tot dit moment met zijn Norton de eerste plaats met Armstrong had gedeeld, kon niet starten omdat hij in de 350cc-race een sleutelbeen gebroken had. Het 500cc-team van MV Agusta was afwezig uit piëteit vanwege het overlijden van Les Graham. Het 500cc-team van Moto Guzzi ontbrak ook, waarschijnlijk werkend aan het verbeteren van de Quattro Cilindri, waarvan de resultaten erg tegenvielen.
| Pos | Coureur          | Merk   | Tijd      | Punten |
| --- | ---------------- | ------ | --------- | ------ |
| 1   | Geoff Duke       | Gilera | 1:34"09'2 | 8      |
| 2   | Reg Armstrong    | Gilera | +16'8     | 6      |
| 3   | Alfredo Milani   | Gilera | +1"04'4   | 4      |
| 4   | Ken Kavanagh     | Norton | +1"14'4   | 3      |
| 5   | Giuseppe Colnago | Gilera | +1"32'7   | 2      |
| 6   | Jack Brett       | Norton | +2"05'4   | 1      |
| 7   | Rod Coleman      | AJS    | +1 ronde  |        |
| 8   | Dickie Dale      | Gilera | +1 ronde  |        |
| 9   | Pierre Cherrier  | Norton | +3 ronden |        |
| 10  | Robin Fitton     | Norton | +6 ronden |        |
| 11  | Sid Mason        | Norton | +7 ronden |        |
| 12  | Pierre Monneret  | Gilera |           |        |

| Coureur | Merk   | Oorzaak  |
| ------- | ------ | -------- |
| Ray Amm | Norton | Blessure |

| Coureur          | Merk      | Oorzaak |
| ---------------- | --------- | ------- |
| Auguste Goffin   | Norton    |         |
| Josef Albisser   | Norton    |         |
| Friedel Schön    | Horex     |         |
| Georges Burggraf | Norton    |         |
| Georges Monneret | Gilera    |         |
| Tommy Wood       | Norton    |         |
| Ken Mudford      | Norton    |         |
| Leo Simpson      | Matchless |         |

| Coureur             | Merk       | Oorzaak    |
| ------------------- | ---------- | ---------- |
| Hermann Paul Müller | MV Agusta  | Teambeleid |
| Bill Doran          | AJS        |            |
| Cecil Sandford      | MV Agusta  | Teambeleid |
| Derek Farrant       | AJS        |            |
| Fergus Anderson     | Moto Guzzi |            |
| Peter Davey         | Norton     |            |
| Carlo Bandirola     | MV Agusta  | Teambeleid |
| Libero Liberati     | Gilera     | Teambeleid |
| Nello Pagani        | Gilera     | Teambeleid |

### Top tien tussenstand 500cc-klasse
| Pos | Coureur          | Merk   | Ptn |
| --- | ---------------- | ------ | --- |
| 1   | Reg Armstrong    | Gilera | 20  |
| 2   | Geoff Duke       | Gilera | 16  |
| 3   | Ray Amm          | Norton | 14  |
| 4   | Alfredo Milani   | Gilera | 12  |
| 5   | Ken Kavanagh     | Norton | 10  |
| 6   | Jack Brett       | Norton | 9   |
| 7   | Rod Coleman      | AJS    | 7   |
| 8   | Giuseppe Colnago | Gilera | 3   |
| 8   | Bill Doran       | AJS    | 3   |
| 10  | Peter Davey      | Norton | 1   |
| 10  | Dickie Dale      | Gilera | 1   |

## 350cc-klasse
Ray Amm reed de snelste ronde in de 350cc-race, maar hij kwam ten val, brak daarbij een sleutelbeen en moest zijn seizoen beëindigen. Tot dat moment had hij aan de leiding van zowel het 350- als het 500cc-wereldkampioenschap gestaan. Het was ook een grote tegenslag voor Norton, want geen enkele andere rijder kon een vuist maken tegen de Moto Guzzi Monocilindrica 350. Fergus Anderson won de race dan ook met bijna twee minuten voorsprong op Pierre Monneret met een AJS 7R. Enrico Lorenzetti moest al een ronde toegeven, maar werd wel derde en behield zijn tweede plaats in het wereldkampioenschap, dat nu geleid werd door Anderson.
| Pos | Coureur           | Merk       | Tijd      | Punten |
| --- | ----------------- | ---------- | --------- | ------ |
| 1   | Fergus Anderson   | Moto Guzzi | 1:13"24'7 | 8      |
| 2   | Pierre Monneret   | AJS        | +1"55'3   | 6      |
| 3   | Enrico Lorenzetti | Moto Guzzi | +1 ronde  | 4      |
| 4   | Josef Albisser    | Norton     | +2 ronden | 3      |
| 5   | Tommy Wood        | Norton     | +2 ronden | 2      |
| 6   | Ray Laurent       | AJS        | +2 ronden | 1      |
| 7   | Auguste Goffin    | Norton     |           |        |

| Coureur | Merk   | Oorzaak |
| ------- | ------ | ------- |
| Ray Amm | Norton | Val     |

| Coureur        | Merk | Oorzaak   |
| -------------- | ---- | --------- |
| Ernie Ring (†) | AJS  | Overleden |

| Coureur           | Merk       |
| ----------------- | ---------- |
| Ken Kavanagh      | Norton     |
| Tony McAlpine     | Norton     |
| August Hobl       | DKW        |
| Karl Hofman       | DKW        |
| Bill Doran        | AJS        |
| Bob McIntyre      | AJS        |
| Derek Farrant     | AJS        |
| Harry Pearce      | Velocette  |
| Jack Brett        | Norton     |
| Ken Harwood       | AJS        |
| Malcolm Templeton | AJS        |
| Duilio Agostini   | Moto Guzzi |
| Ken Mudford       | Norton     |
| Les Simpson       | AJS        |
| Rod Coleman       | AJS        |

### Top tien tussenstand 350cc-klasse
| Pos | Coureur           | Merk       | Ptn |
| --- | ----------------- | ---------- | --- |
| 1   | Fergus Anderson   | Moto Guzzi | 20  |
| 2   | Ray Amm           | Norton     | 18  |
| 2   | Enrico Lorenzetti | Moto Guzzi | 18  |
| 4   | Ken Kavanagh      | Norton     | 12  |
| 5   | Jack Brett        | Norton     | 9   |
| 6   | Pierre Monneret   | AJS        | 6   |
| 7   | Bill Doran        | AJS        | 3   |
| 7   | Josef Albisser    | Norton     | 3   |
| 9   | Ernie Ring (†)    | AJS        | 2   |
| 9   | Tommy Wood        | Norton     | 2   |

## Zijspanklasse
Op het Circuit Spa-Francorchamps hadden Eric Oliver en Stanley Dibben nog niet echt kunnen profiteren van de stroomlijn van hun nieuwe Norton Silver Fish. Ze hadden weliswaar gewonnen, maar met een minimale voorsprong op Cyril Smith/Les Nutt. Op het meer bochtige Rouen-les-Essarts was het voordeel veel groter, waarschijnlijk niet zozeer vanwege de lage bouw, maar vanwege de geknielde zithouding van Oliver. Nu wonnen ze met ruim een minuut voorsprong en de rest van het veld werd op ten minste een ronde gereden.
| Pos | Coureur          | Bakkenist          | Merk             | Tijd      | Punten |
| --- | ---------------- | ------------------ | ---------------- | --------- | ------ |
| 1   | Eric Oliver      | Stanley Dibben     | Norton-Watsonian | 52"48'8   | 8      |
| 2   | Cyril Smith      | Les Nutt           | Norton-Watsonian | +1"17'2   | 6      |
| 3   | Hans Haldemann   | Josef Albisser     | Norton           | +1 ronde  | 4      |
| 4   | Julien Deronne   | Bruno Leys         | Norton           | +1 ronde  | 3      |
| 5   | Marcel Masuy     | Jules Nies         | Norton           | +1 ronde  | 2      |
| 6   | Jean Murit       | Francis Flahaut    | Norton           | +1 ronde  | 1      |
| 7   | Jacques Drion    | Inge Stoll-Laforge | Norton           | +2 ronden |        |
| 8   | Loni Neußner     | Niet bekend        | Norton           |           |        |
| 9   | Fritz Hillebrand | Georg Barth        | BMW              |           |        |

| Coureur       | Bakkenist      | Merk   |
| ------------- | -------------- | ------ |
| Wiggerl Kraus | Bernhard Huser | BMW    |
| Wilhelm Noll  | Fritz Cron     | BMW    |
| Fron Purslow  | Dave Key       | BSA    |
| Len Taylor    | Peter Glover   | Norton |
| Pip Harris    | Ray Campbell   | Norton |
| Trevor Bounds | Rob Kings      | Norton |

### Top tien tussenstand zijspanklasse
| Pos | Coureur        | Bakkenist       | Merk             | Ptn |
| --- | -------------- | --------------- | ---------------- | --- |
| 1   | Eric Oliver    | Stanley Dibben  | Norton-Watsonian | 16  |
| 2   | Cyril Smith    | Les Nutt        | Norton-Watsonian | 12  |
| 3   | Hans Haldemann | Josef Albisser  | Norton           | 6   |
| 4   | Marcel Masuy   | Jules Nies      | Norton           | 5   |
| 5   | Wiggerl Kraus  | Bernhard Huser  | BMW              | 4   |
| 6   | Julien Deronne | Bruno Leys      | Norton           | 3   |
| 7   | Jean Murit     | Francis Flahaut | Norton           | 1   |

1920 · 1921 · 1922 · 1923 · 1924 · 1925 · 1926 · 1927 · 1928 · 1929 · 1930 · 1931 · 1932 · 1933 · 1935 · 1936 · 1937 · 1938 · 1939 · 1949 · 1951 ·  1953 · 1954 · 1955 · 1958 · 1959 · 1960 · 1961 · 1962 · 1963 · 1964 · 1965 · 1966 · 1967 · 1969 · 1970 · 1972 · 1973 · 1974 · 1975 · 1976 · 1977 · 1978 · 1979 · 1980 · 1981 · 1982 · 1983 · 1984 · 1985 · 1986 · 1987 · 1988 · 1989 · 1990 · 1991 · 1992 · 1994 · 1995 · 1996 · 1997 · 1998 · 1999 · 2000 · 2001 · 2002 · 2003 · 2004 · 2005 · 2006 · 2007 · 2008 · 2009 · 2010 · 2011 · 2012 · 2013 · 2014 · 2015 · 2016 · 2017 · 2018 · 2019 · 2020 · 2021 · 2022 · 2023 · 2024 · 2025